# Баимовский сельсовет
Баи́мовский сельсовет (баш. Байым  ауыл советы) — муниципальное образование в Абзелиловском районе Республики Башкортостан Российской Федерации. Согласно Закону о границах, статусе и административных центрах муниципальных образований в Республике Башкортостан имеет статус сельского поселения.

## История
2004 год
Часть территории сельсовета (2683 га) передана в Белорецкий район.
Закон Республики Башкортостан от 17 декабря 2004 г. № 125-з «Об изменениях в административно-территориальном устройстве Республики Башкортостан, изменениях границ и преобразованиях муниципальных образований в Республике Башкортостан», статья 1. «Изменения в административно-территориальном устройстве Республики Башкортостан», п. 1:
1. Изменить границы Абзелиловского района, Баимовского сельсовета Абзелиловского района, Белорецкого района, Абзаковского сельсовета Белорецкого района согласно представленной схематической карте, передав часть территории площадью 2683 га Баимовского сельсовета Абзелиловского района в состав территории Абзаковского сельсовета Белорецкого района.

## Население
| 1968  | 2002  | 2009  | 2010  | 2012  | 2013  | 2014  |
| ----- | ----- | ----- | ----- | ----- | ----- | ----- |
| 3363  | ↗3751 | ↗4218 | ↘3868 | ↘3844 | ↘3792 | ↘3729 |
| 2015  | 2016  | 2017  |       |       |       |       |
| ↘3675 | ↘3615 | ↘3579 |       |       |       |       |

## Состав сельского поселения
| №  | Населённый пункт | Тип населённого пункта       | Население |
| -- | ---------------- | ---------------------------- | --------- |
| 1  | Баимово          | село, административный центр | ↘1015     |
| 2  | Туишево          | деревня                      | ↘475      |
| 3  | Новобалапаново   | деревня                      | ↘417      |
| 4  | Аслаево          | деревня                      | ↘397      |
| 5  | Рахметово        | деревня                      | ↘341      |
| 6  | Муракаево        | деревня                      | ↗329      |
| 7  | Еникеево         | деревня                      | ↘293      |
| 8  | Старобалапаново  | деревня                      | ↗264      |
| 9  | Большегабдиново  | деревня                      | ↘180      |
| 10 | Яйкарово         | деревня                      | ↘157      |